# Museu das Crianças
O Museu das Crianças foi inaugurado em 1994,  inicialmente instalado numa dependência do Museu de Marinha, ocupa agora um espaço no Jardim Zoológico de Lisboa. 
O Museu das Crianças, constitui um espaço privilegiado de aprendizagem, onde se incentiva a curiosidade e a confiança das crianças. 

## Missão
- Contribuir para o desenvolvimento de indivíduos que, como cidadãos do mundo, podem absorver, apreciar e actuar melhor sobre as necessidades de um mundo sempre em mudança.

- Inspirar, através de uma grande variedade de habilidades, estilos de aprendizagem e formas de expressão criativa, a curiosidade intelectual das crianças e encorajar o seu gosto pelo saber, mostrando que aprender pode ser muito divertido.